# HD 219487
HD 219487，又名BD+23 4712，SAO 91133、HR 8845，是一颗恒星，视星等为6.6，位于銀經96.88，銀緯-33.22，其B1900.0坐标为赤經23h 11m 2.1s，赤緯+24° -33.22′ 32″。